# Josiane Chanel
Pour les articles homonymes, voir Chanel.
Josiane Chanel est une militante féministe française. Elle est selon Antoinette Fouque, l'une des trois fondatrices du MLF,.
Amie d'Antoinette Fouque, elle s'installe chez elle pour faire de son appartement situé rue des Canettes, un local pour le mouvement naissant.